# Halodiplosis slyvkini
Halodiplosis slyvkini är en tvåvingeart som beskrevs av Fedotova 1992. Halodiplosis slyvkini ingår i släktet Halodiplosis och familjen gallmyggor.
Artens utbredningsområde är Kazakstan. Inga underarter finns listade i Catalogue of Life.